# Sinojohnstonia
Sinojohnstonia es un género de plantas con flores perteneciente a la familia Boraginaceae. Comprende tres especiesy aceptadas.

## Taxonomía
El género fue descrito por Hsen Hsu Hu y publicado en Bulletin of the Fan Memorial Institute of Biology : 7: 201. 1936.

## Especies aceptadas
A continuación se brinda un listado de las especies del género Sinojohnstonia aceptadas hasta septiembre de 2013, ordenadas alfabéticamente. Para cada una se indica el nombre binomial seguido del autor, abreviado según las convenciones y usos.
- Sinojohnstonia chekiangensis (Migo) W.T. Wang
- Sinojohnstonia monpinensis (Franch.) W.T. Wang
- Sinojohnstonia plantaginea Hu